# ItaloBrothers
ItaloBrothers  é um projeto musical dance alemão de Nordhorn, Alemanha. A banda é composta por: o vocalista Matthias Metten, que trabalha no estúdio com Zacharias Adrian (também conhecido como Zac McCrack) e Christian Müller (também conhecido como Kristian Sandberg). Eles são mais bem sucedidos na Escandinávia e Europa Central mas também saem em turnê na Europa Oriental. Eles lançam todas as suas músicas na Zooland Records.

## Estilo musical
O estilo musical geral de ItaloBrothers (exceto My Life Is a Party" e "This Is Nightlife")  é comparável a bandas de dance ou artistas, principalmente da Itália, como Bloom 06, Prezioso, Floorfilla, Gigi D'Agostino, Gabry Ponte ou alguns lançamentos  do DJ Manian e tem influências de Italo dance, hands up e jumpstyle. Eles também foram comparados a Scooter.
Em contraste com isso, o estilo musical de seus singles "Cryin 'In The Rain", "My Life is a Party" e "This Is Nightlife" é influenciado principalmente pela dance music européia comercial como house e electro. Este estilo pode ser comparado a artistas como R. I. O., lançamentos de 2010 de Manian e Cascada, e Mike Candys.

## Carreira Musical

### 2005–08: início de carreira

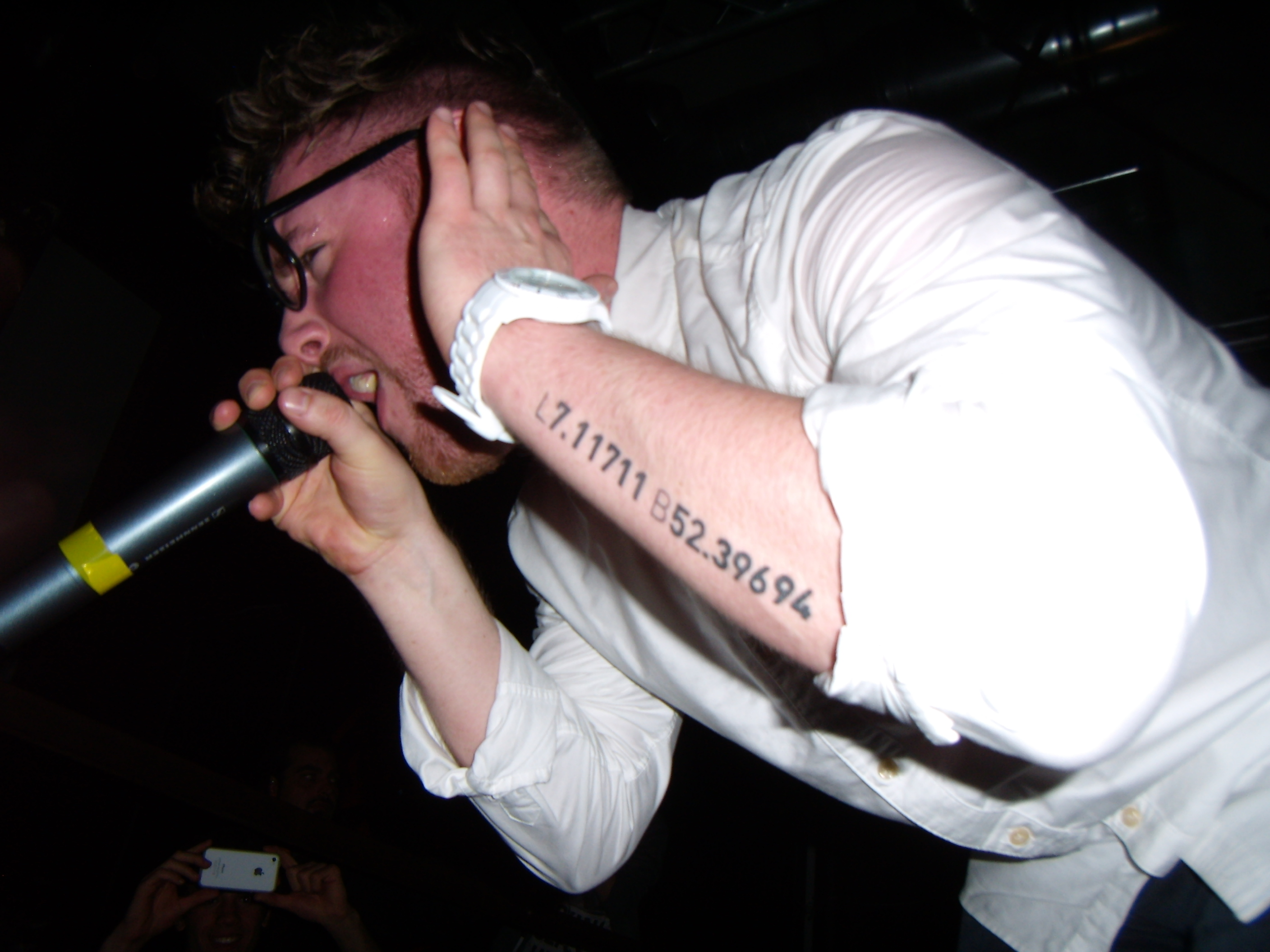
Matthias Metten de ItaloBrothers ao vivo na Itália em Reggio nell'Emilia (Março de 2012). A tatuagem em seu braço contém as coordenadas geográficas da casa onde ele cresceu perto da cidade alemã Nordhorn.

A banda foi fundada em novembro de 2005, depois de três membros já terem feito músicas juntos desde 2003. Seu primeiro lançamento oficial foi "The Moon", uma faixa de dança italo lançada em julho de 2006 em um EP pela gravadora Zooland chamado Zooland Italo EP. Em 2007, eles ganharam popularidade crescente com o lançamento de "Moonlight Shadow", uma versão cover do lançamento de 1980 do mesmo nome por Mike Oldfield e  uma cooperação com o grupo de dança alemão Tune Up! chamado "Colours of the Rainbow". Em 2006 e 2007, eles também lançaram vários remixes de músicas de outros músicos para os quais regravaram os vocais e os publicaram como "Italobrothers New Voc Rmx". Os próximos dois lançamentos, "Counting Down the Days" e "Where Are You Now?", Estabeleceram uma base de fãs por toda a Europa.

### 2009-2010: Sucesso comercial na Escandinávia
Um novo single, "So Small", que é um cover da música de Carrie Underwood com o mesmo nome, foi publicado em novembro de 2009. É o único single que estava diretamente disponível em CD. Outro lançamento, o digital Love is on Fire EP, foi lançado em março de 2010. 
A música "Stamp on the Ground", que foi originalmente lançada em setembro de 2009, foi selecionada como música oficial do evento norueguês Russefeiring 2010. A música foi relançada na Escandinávia e se tornou um enorme sucesso, alcançando o Top 20 na Noruega e  Dinamarca. A canção também ganhou uma posição na Suécia e nas paradas de dance da Suíça e Áustria.  A canção foi certificada em ouro por 15.000 unidades vendidas na Dinamarca.
Após o sucesso de "Stamp on the Ground", um álbum chamado Stamp! foi lançado em dezembro de 2010, que contém todos ,neste momento, os singles lançados e cinco novas faixas. Uma dessas faixas com o título "Upside Down" foi dito ser uma cópia da faixa do cantor russo Reda "Ja budu s Taboj". Sua gravadora DaTa Music tomou providências contra o lançamento da faixa, mas o fim desse processo é desconhecido.

Um single de acompanhamento chamado "Radio Hardcore" foi lançado em dezembro de 2010 e foi capaz de recriar o sucesso de "Stamp on the Ground" na Dinamarca.

### 2011–12: Mudança de estilo musical e sucesso comercial na Europa Central
Em maio de 2011, foi publicada uma faixa chamada "Cryin 'in the Rain", que difere muito do estilo de música comum, pois é uma balada com elementos da  House. No entanto, também foi lançado um "IB HandsUp! Remix" apresentando o estilo comum. Esta versão foi vista como um experimento. Para o próximo lançamento, "Boom", eles trabalharam juntos com o rapper Carlprit. Esta faixa está novamente em seu estilo antigo, mas apresenta partes dubstep enquanto Carlprit está fazendo rap.
Pela segunda vez, ItaloBrothers produziu o hino oficial de Russ, desta vez chamado "Pandora 2012", que foi lançado em 13 de abril de 2012.

### 2012–2014: "My Life Is a Party" e outros singles
Em 27 de julho de 2012, a banda lançou um single chamado "My Life Is a Party", que é um cover da faixa "Dragostea din tei" da O-Zone. A edição de rádio da música ainda está no estilo típico ItaloBrothers, mas o vídeo apresenta um remix da banda de dance alemã R. I. O., e foi lançado pela Kontor Records, ganhando assim uma enorme quantidade de visualizações no YouTube. A canção entrou no Top 20 na Áustria, e conseguiu alcançar a primeira posição na parada musical em seu país natal, Alemanha, e também na Suíça. A canção também alcançou posições na França e Bélgica.
Outra faixa chamada "This Is Nightlife", que contém elementos da música "Ecuador" da Sash! de 1997, foi enviado para o YouTube em 13 de março de 2013  e foi lançada como single dois dias depois.A banda mudou seu estilo musical de acordo com o estilo do remix de seu último single, porque foi muito mais bem sucedido do que seu estilo antigo. A música foi capaz de recriar o sucesso do último single na Alemanha  e na Áustria e, além disso, entrou para o Top 30 na Suíça.
A banda anunciou que mais uma vez produziu uma música para um evento norueguês Russefeiring , desta vez chamado "Luminous Intensity", que foi lançado oficialmente em 19 de abril de 2013.
 
A banda lançou o single "Up 'N Away" em 28 de março de 2014. Em 28 de novembro de 2014, a banda lançou outro single "P.O.D." (People of DreamHack). Além disso, o single "Let's Go" Feat. P. Moody foi lançado em dezembro de 2014. 

### 2015–presente: "One Heart" e outros singles
Em janeiro de 2015, o single "One Heart" foi lançado, o Italobrothers trabalhou com a Floorfilla, bem como com o rapper P. Moody para a faixa. A música incorpora sua primeira colocação nos charts franceses. Abril de 2015 viu o lançamento de "Springfield" com os Italobrothers trabalhando ao lado do DJ norueguês Martin Tungevaag para produzir a música. A pista alcançou grande sucesso na Noruega. Em maio de 2015, o single "Welcome To The Dancefloor" foi lançado. O single é um cover de "Rhythm Is a Dancer"da banda de eurodance alemã Snap! dos anos de 1992. Eles retornaram ao estilo hands-up com a música "Sleep When We're Dead", que foi lançada em agosto de 2015. Em novembro de 2015 foi publicada uma faixa de colaboração com a cantora dinamarquesa Amalie Sølberg, chamada "Kings & Queens ". Com a faixa "Generation Party", lançada em julho de 2016, eles lançaram uma música em um estilo similar ao de "Springfield". Mais tarde, no verão de 2016, a ItaloBrothers lançou o single "Summer Air". Depois de um relançamento no início de 2017, a pista tropical-house/future-bass alcançou grande sucesso em vários países escandinavos, assim como na Europa Central. Na Noruega, eles saltaram para o número 2..

## Discografia

### Álbuns
- Stamp!  (2010)

### Singles
| Ano  | Título                                                                                    | Posição nas paradas | Posição nas paradas | Posição nas paradas | Posição nas paradas | Posição nas paradas | Posição nas paradas | Posição nas paradas | Posição nas paradas | Posição nas paradas | Álbum            |
| Ano  | Título                                                                                    | GER                 | AUT                 | BEL (Wa)            | DEN                 | FIN                 | FRA                 | NOR                 | SWE                 | SWI                 | Álbum            |
| ---- | ----------------------------------------------------------------------------------------- | ------------------- | ------------------- | ------------------- | ------------------- | ------------------- | ------------------- | ------------------- | ------------------- | ------------------- | ---------------- |
| 2005 | "The Moon"                                                                                | —                   | —                   | —                   | —                   | —                   | —                   | —                   | —                   | —                   | Stamp!           |
| 2006 | "Colours of the Rainbow" (with Tune Up!)                                                  | —                   | —                   | —                   | —                   | —                   | —                   | —                   | —                   | —                   | Stamp!           |
| 2007 | "Counting Down the Days"                                                                  | —                   | —                   | —                   | —                   | —                   | —                   | —                   | —                   | —                   | Stamp!           |
| 2009 | "Stamp on the Ground"                                                                     | —                   | —                   | —                   | 14                  | —                   | —                   | 11                  | 53                  | —                   | Stamp!           |
| 2010 | "Love Is On Fire"                                                                         | —                   | —                   | —                   | —                   | —                   | —                   | —                   | —                   | —                   | Stamp!           |
| 2010 | "Radio Hardcore"                                                                          | —                   | —                   | —                   | 29                  | —                   | —                   | —                   | —                   | —                   | Stamp!           |
| 2011 | "Cryin' in the Rain"                                                                      | —                   | —                   | —                   | —                   | —                   | —                   | —                   | —                   | —                   | Single sem álbum |
| 2011 | "Boom" (featuring Carlprit)                                                               | —                   | —                   | —                   | —                   | —                   | —                   | —                   | —                   | —                   | Single sem álbum |
| 2012 | "Pandora 2012"                                                                            | —                   | —                   | —                   | —                   | —                   | —                   | —                   | —                   | —                   | Single sem álbum |
| 2012 | "My Life Is a Party"                                                                      | 43                  | 18                  | 84[A]               | —                   | —                   | 103                 | —                   | —                   | 62                  | Single sem álbum |
| 2013 | "This Is Nightlife"                                                                       | 41                  | 26                  | 25                  | 32                  | 16                  | 24                  | —                   | —                   | 22                  | Single sem álbum |
| 2014 | "Up 'N Away"                                                                              | —                   | 64                  | —                   | —                   | —                   | —                   | —                   | —                   | —                   | Single sem álbum |
| 2014 | "P.O.D."                                                                                  | —                   | —                   | —                   | —                   | —                   | —                   | —                   | —                   | —                   | Single sem álbum |
| 2014 | "Let's Go" (featuring P. Moody)                                                           | —                   | —                   | —                   | —                   | —                   | —                   | —                   | —                   | —                   | Single sem álbum |
| 2015 | "One Heart" (with Floorfilla featuring P. Moody)                                          | —                   | —                   | 69[B]               | —                   | —                   | 57                  | —                   | —                   | —                   | Single sem álbum |
| 2015 | "Springfield" (with Martin Tungevaag)                                                     | —                   | —                   | —                   | —                   | 3                   | —                   | 22                  | 51                  | —                   | Single sem álbum |
| 2015 | "Welcome to the Dancefloor"                                                               | —                   | —                   | 58[C]               | —                   | —                   | 65                  | —                   | —                   | —                   | Single sem álbum |
| 2015 | "Sleep When We're Dead"                                                                   | —                   | —                   | —                   | —                   | —                   | —                   | —                   | —                   | —                   | Single sem álbum |
| 2015 | "Kings & Queens"                                                                          | —                   | —                   | —                   | —                   | —                   | —                   | —                   | —                   | —                   | Single sem álbum |
| 2016 | "Generation Party"                                                                        | —                   | —                   | —                   | —                   | —                   | —                   | —                   | —                   | —                   | Single sem álbum |
| 2016 | "Summer Air"                                                                              | 34                  | 14                  | 67[D]               | 14                  | 6                   | —                   | 2                   | 10                  | 36                  | Single sem álbum |
| 2017 | "Hasselhoff 2017"                                                                         | —                   | —                   | —                   | —                   | —                   | —                   | —                   | —                   | —                   | Single sem álbum |
| 2017 | "Fiction Squad"                                                                           | —                   | —                   | —                   | —                   | —                   | —                   | —                   | —                   | —                   | Single sem álbum |
| 2017 | "Sorry"                                                                                   | —                   | —                   | —                   | —                   | —                   | —                   | —                   | —                   | —                   | Single sem álbum |
| 2018 | "Looking Back Someday"                                                                    | —                   | —                   | —                   | —                   | —                   | —                   | —                   | —                   | —                   | Single sem álbum |
| 2018 | "Inside Out"                                                                              | —                   | —                   | —                   | —                   | —                   | —                   | —                   | —                   | —                   | Single sem álbum |
| 2018 | "Till You Drop"                                                                           | —                   | —                   | —                   | —                   | —                   | —                   | —                   | —                   | —                   | Single sem álbum |
| 2019 | "Games"                                                                                   | —                   | —                   | —                   | —                   | —                   | —                   | —                   | —                   | —                   | Single sem álbum |
| 2019 | "Ocean Breeze"                                                                            | —                   | —                   | —                   | —                   | —                   | —                   | —                   | —                   | —                   | Single sem álbum |
| 2019 | "—" itens que não foram lançados naquele país ou não foram exibidos nas paradas musicais. |                     |                     |                     |                     |                     |                     |                     |                     |                     |                  |

- A ^ A música " "My Life Is a Party", não entrou no Ultratop 50, mas atingiu a posição de número 34 na parada  Ultratip.
- B ^ A música "One Heart" não entrou no Ultratop 50, mas atingiu a posição de número 19 na parada Ultratip.
- C ^ A música "Welcome to the Dancefloor", não entrou no Ultratop 50, mas chegou ao número 8 na parada Ultratip.
- D ^ A canção "Summer Air" não entrou no Ultratop 50, mas alcançou a posição 17 na parada Ultratip.

### Remixes
- Young London - Let Me Go (ItaloBrothers Radio Edit) (2013)
- Manian - Saturday Night (ItaloBrothers Radio Edit) (2013)
- Floorfilla - Italodancer (ItaloBrothers New Vocal Remix) (2007)
- Manian - Turn The Tide (ItaloBrothers New Voc Rmx) (2007)
- Dan Winter & Rob Mayth - Dare Me (ItaloBrothers New Voc Rmx) (2007)
- Manian feat. Aila - Heaven (ItaloBrothers New Voc Rmx) (2007)
- Cascada - Ready For Love (ItaloBrothers New Voc Rmx) (2006)
- Cerla vs. Manian - Jump (ItaloBrothers New Voc Rmx) (2006)

### Créditos de produção
| Título                    | Divisão              | Ano de lançamento |
| ------------------------- | -------------------- | ----------------- |
| "Pandora 2012"            |                      | 2012              |
| "Luminous Intensity 2013" |                      | 2013              |
| "Hasselhoff 2017"         | Nesbrurussen 2017    | 2017              |
| "Fiction Squad"           | Steinkjerrussen 2017 | 2017              |